# Gare de Saint-Mathurin
La gare de Saint-Mathurin est une gare ferroviaire française de la ligne de Tours à Saint-Nazaire, située sur le territoire de la commune de Loire-Authion, sur la commune déléguée de Saint-Mathurin-sur-Loire, dans le département de Maine-et-Loire, en région Pays de la Loire.
Elle est mise en service en 1849 par la Compagnie du chemin de fer de Tours à Nantes et devient en 1852 une gare de la Compagnie du chemin de fer de Paris à Orléans (PO). C'est une halte ferroviaire de la Société nationale des chemins de fer français (SNCF), desservie par des trains express régionaux TER Pays de la Loire.

## Situation ferroviaire
Établie à 22 m d'altitude, la gare de Saint-Mathurin est située au point kilométrique (PK) 323,855 de la ligne de Tours à Saint-Nazaire, entre les gares de La Ménitré et de La Bohalle.
Elle est équipée de deux quais : celui de la voie 1 dispose d'une longueur utile de 101 m, celui de la voie 2 d'une longueur utile de 143 m. Ainsi, si les trains les plus longs sont presque entièrement à quai voie 2 (deux Z 24500, deux Z 21500 ou deux Z 27500), ce n'est pas le cas pour l'autre quai (situation qui peut-être rencontrée plusieurs fois par jour).

## Histoire
La Compagnie du chemin de fer de Tours à Nantes, concessionnaire de la ligne, met en service la station de Saint-Mathurin lors de l'ouverture de la section de Saumur à Angers le 1er août 1849. La ligne et la station sont gérées par la Compagnie du chemin de fer de Paris à Orléans (PO) à partir du 1er janvier 1852, lorsqu'elle rachète la Compagnie du chemin de fer de Tours à Nantes.

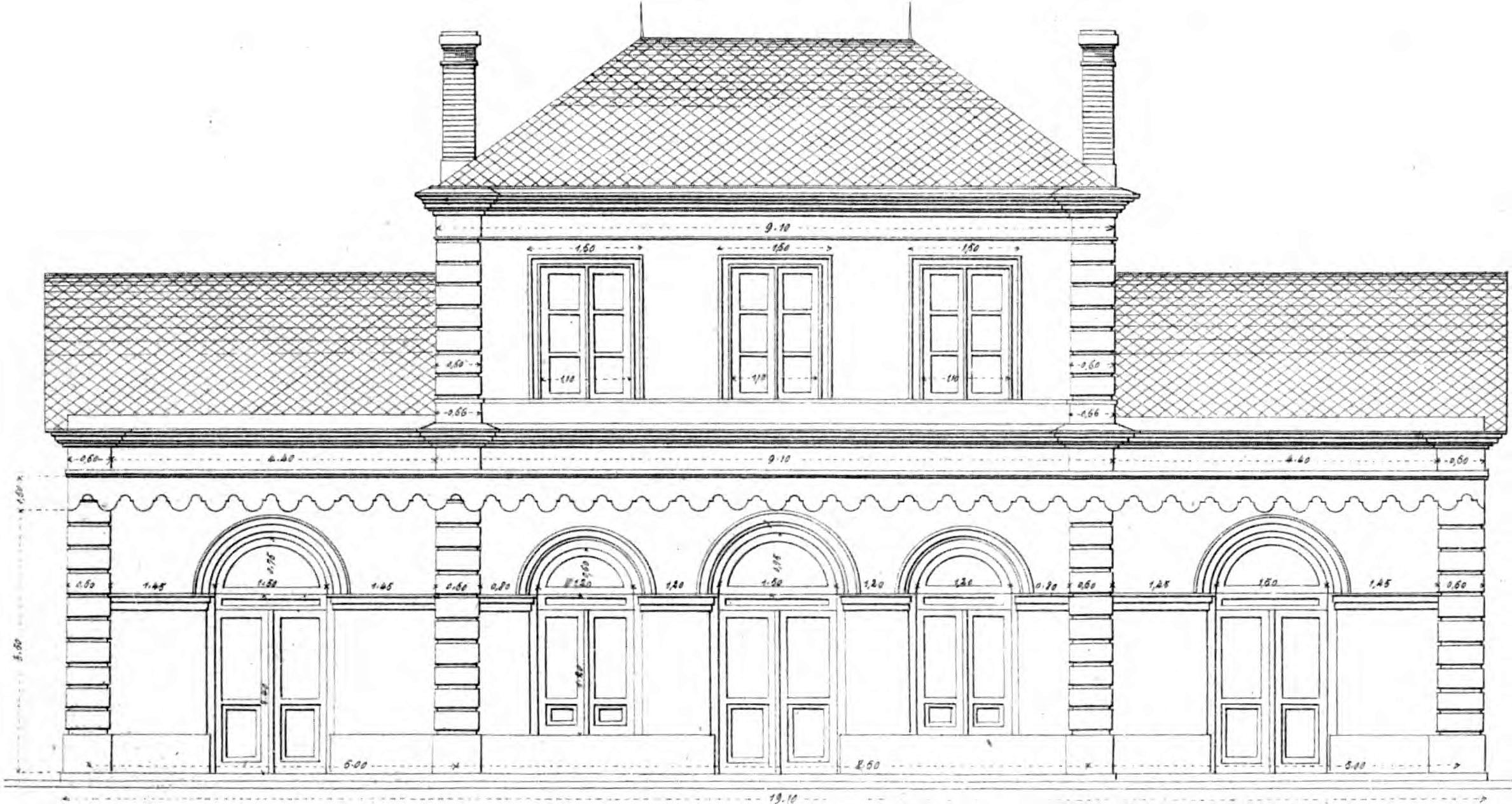
Plan antérieur à 1857, élévation de la façade.

En 1857, C. A. Opperman, directeur de la revue les Nouvelles annales de la construction, il contacte la compagnie du PO car il estime que les gares situées entre Tours et Nantes « se distinguent par la bonne disposition de leur plan, par l'élégante simplicité de leurs formes, et par l'économie générale de leur construction ». Dans l'échantillon de plans fournis par l'entreprise, il choisit ceux de Saint-Mathurin qui représente « une sorte de type moyen ». Les planches 55 et 56 présentent les plans, coupes et élévations du bâtiment voyageurs, extraites des plans réalisés pour la compagnie du PO par l'ingénieur en chef Fournier, l'ingénieur ordinaire Grillé et l'architecte Lachèze.
En 1974, la commune de Saint-Mathurin devient Saint-Mathurin-sur-Loire, la gare conserve son nom d'origine.
En 2011, l'ancien bâtiment voyageur est occupé par l'école de musique de la commune. Il a auparavant abrité l'Observatoire de la vallée d'Anjou, aujourd'hui nommé Maison de Loire en Anjou et qui a déménagé en bordure du fleuve.
| Estimation de la fréquentation de la gare selon la SNCF | Estimation de la fréquentation de la gare selon la SNCF | Estimation de la fréquentation de la gare selon la SNCF | Estimation de la fréquentation de la gare selon la SNCF | Estimation de la fréquentation de la gare selon la SNCF | Estimation de la fréquentation de la gare selon la SNCF |
| Année                                                   | 2015                                                    | 2016                                                    | 2017                                                    | 2018                                                    | 2019                                                    |
| ------------------------------------------------------- | ------------------------------------------------------- | ------------------------------------------------------- | ------------------------------------------------------- | ------------------------------------------------------- | ------------------------------------------------------- |
| Nombre de voyageurs                                     | 98 549                                                  | 95 842                                                  | 100 274                                                 | 101 784                                                 | 109 370                                                 |

## Service des voyageurs

### Accueil
Halte SNCF, c'est un point d'arrêt non géré (PANG) à entrée libre. Elle est équipée d'abris de quai.

### Desserte
Saint-Mathurin est desservie par des trains TER Pays de la Loire omnibus circulant entre Angers-Saint-Laud et Saumur. Certains de ces trains sont en provenance ou à destination de Tours ou Thouars au lieu de Saumur ; en provenance de Cholet ou à destination de Nantes au lieu d'Angers-Saint-Laud.

### Intermodalité
Un parc à vélo et un parking pour les véhicules sont aménagés.

## Patrimoine ferroviaire
Le bâtiment voyageurs présente une forte ressemblance avec de nombreuses autres gares de la ligne, dont celle de Langeais. Elle est cependant plus petite, moins profonde (d'où un angle plus important de la toiture des ailes) et le corps de logis est moins haut.
À une date inconnue, la toiture à quatre versants du corps central a été remplacée par une toiture à deux croupes.

## Plan de voies
|            |            |            |            |            |  |  |  |  |  |  |  |  |  |  |  |  |  |                    |                    |                    |                    |                    |                    |                    |                    |
|            |            |            |            |            |  |  |  |  |  |  |  |  |  |  |  |  |  |                    |                    |                    |                    |                    |                    |                    |                    |
|            |            |            |            |            |  |  |  |  |  |  |  |  |  |  |  |  |  |                    |                    |                    |                    |                    |                    |                    |                    |
|            |            |            |            |            |  |  |  |  |  |  |  |  |  |  |  |  |  |                    |                    |                    |                    |                    |                    |                    |                    |
|            |            |            |            |            |  |  |  |  |  |  |  |  |  |  |  |  |  |                    |                    |                    |                    |                    |                    |                    |                    |
| Vers Tours | Vers Tours | Vers Tours | Vers Tours | Vers Tours |  |  |  |  |  |  |  |  |  |  |  |  |  | Vers Saint-Nazaire | Vers Saint-Nazaire | Vers Saint-Nazaire | Vers Saint-Nazaire | Vers Saint-Nazaire | Vers Saint-Nazaire | Vers Saint-Nazaire | Vers Saint-Nazaire |